# Wachet auf, ruft uns die Stimme (BWV 140)
Wachet auf, ruft uns die Stimme (BWV 140) is een religieuze cantate geschreven door Johann Sebastian Bach. 

## Programma
Zij werd voor het eerst uitgevoerd op 25 november 1731 in de Thomaskerk te Leipzig (in het kerkelijk jaar de 27e en laatste zondag na Feest van de Heilige Trinitatis). Deze cantate behoort tot de vijfde en laatste cantatejaargang. 

De lezingen voor de laatste zondag van het kerkelijk jaar zijn
- Matteüs 25:1-13 (Gelijkenis van de wijze en de dwaze meisjes: midden in de nacht klinkt een kreet: zie daar de bruidegom, - trekt uit hem tegemoet!)
- 1 Tessalonicenzen 5:1-11 (over de komst van de "dag van de Heer", namelijk "als een dief in de nacht")

## Tekst

### Inhoud van de cantate
1. Koraal
2. Recitatief (tenor)
3. Aria duet (sopraan en bas)
4. Koraal (tenor)
5. Recitatief (bas)
6. Aria duet (sopraan en bas)
7. Koraal

### Tekst van de drie koralen
De cantate is gebaseerd op het koraal Wachet auf, ruft uns die Stimme (1599) met tekst en melodie van Philipp Nicolai (1556-1608). De drie strofen zijn letterlijk overgenomen in deel 1, 4 en 7 der cantate. 
Omdat de koralen van oudsher bedoeld waren als muziek die ten gehore werd gebracht tijdens de eucharistie, vormt de tekst van elke strofe, mits gecentreerd afgedrukt, een wijnkelk.
"Wachet auf," ruft uns die Stimme

Der Wächter sehr hoch auf der Zinne,

"Wach auf du Stadt Jerusalem!

Mitternacht heißt diese Stunde!"

Sie rufen uns mit hellem Munde:

"Wo seid ihr klugen Jungfrauen?

Wohlauf, der Bräutigam kommt,

Steht auf, die Lampen nehmt!

Halleluja!

Macht euch bereit

zur Hochzeitsfreud;

Ihr müsset ihm entgegen gehen!"

Zion hört die Wächter singen,

Das Herz tut ihr vor Freuden springen,

Sie wachet und steht eilend auf.

Ihr Freund kommt vom Himmel prächtig,

Von Gnaden stark, von Wahrheit mächtig;

Ihr Licht wird hell, ihr Stern geht auf.

Nun komm, du werte Kron,

Herr Jesu, Gottes Sohn!

Hosianna!

Wir folgen all

zum Freudensaal

Und halten mit das Abendmahl.

Gloria sei dir gesungen

Mit Menschen- und mit Engelzungen,

Mit Harfen und mit Zimbeln schon.

Von zwölf Perlen sind die Tore

An deiner Stadt, wir stehn im Chore

Der Engel hoch um deinen Thron.

Kein Aug hat je gespürt,

Kein Ohr hat mehr gehört

Solche Freude.

Des sind wir Froh,

Io,io!

Ewig in dulci jubilo.

## Muzikale bezetting
Hoorn; hobo 1 en 2; althobo; viool 1 en 2; violino piccolo; altviool; basso continuo (inbegrepen fagot en orgel).

## Toelichting
De cantate pakt het thema van de lezingen op aan de hand van het 16e-eeuws koraal "Wachet auf, ruft uns die Stimme", een lied dat bestaat uit drie strofen die aan het begin, het midden en het eind van de cantate zijn geplaatst. Daartussen voegde een ons onbekende tekstdichter tweemaal een recitatief en een aria.
 
Verbindt het koraal de bruiloftsbeelden van de gelijkenis al met die uit het oudtestamentische Hooglied, de recitatieven en aria's doen daar nog een schepje bovenop. De liefdesliederen uit het Hooglied werden in Bachs tijd veel gelezen, waarbij ze werden opgevat als uitdrukking van de liefde tussen God en de mensen, in het bijzonder van Jezus en de individuele gelovige. Jezus is de bruidegom, de gelovige is de bruid die door Hem op de jongste dag wordt opgehaald voor de bruiloft. Daarbij moet bedacht worden dat wij hier niet zozeer te maken hebben met een tijdgebonden allegorische lezing, maar met een oeroud religieus symbool van heelwording van wat gebroken is en uiteindelijk van de vereniging van de menselijke ziel met God. 
De cantate 140 is een voorbeeld van een -in Bachs tijd- nieuw type van cantate waarbij meer ruimte gegeven wordt aan de persoonlijke verwerking. Niet meer een vrije combinatie van Bijbeltekst en koraal zoals daarvoor gebruikelijk, maar een opeenvolging van koraal, Bijbeltekst, dichterlijke commentaren en een persoonlijk emotioneel antwoord daarop. Het zwaartepunt kwam daarbij te liggen op de laatste twee vormen: recitatieven, waarin de solist vertelt, toepast en de aria's, waarin ruimte is voor beschouwing, afweging en schildering van emoties. Het koor verzorgde nog slechts het openingsdeel en het slot, van oudsher een koraal. 
Cantate 140 wordt gezien als de meest Wagneriaanse van alle cantates. De Duitse auteur Musil beschouwt Bachs muziek als tegenpool van Richard Wagners werken: helderheid en inventiviteit tegenover Wagners dik gebrouwen, hete, dronkenmakende brij.
De begin jaren 60 van de 20e eeuw gevormde Britse band Procol Harum liet zich voor het nummer "A whiter shade of pale" inspireren door deze cantate en door een ander werk van Bach: Air, uit Ouverture 3 in D grote terts (BWV 1068).